# John Sumner
John Sumner (Blackpool, 14 ottobre 1951) è un attore inglese.

## Biografia
Sumner è nato a Blackpool in Inghilterra. La sua carriera di successo inizia con un'interpretazione in Affondate il Rainbow Warrior. Il suo ruolo più importante è sicuramente quello di Herb, l'ambizioso cameraman di Carl Denham, nel film King Kong.
Nel film District 9 interpreta Les Feldman, ingegnere MIL.

## Filmografia
- Alex (1992)
- The Ray Bradbury Theater - serie TV, 1 episodio (1992)
- The Tommyknockers - Le creature del buio - miniserie TV (1993)
- Affondate Greenpeace - film TV (1993)
- Hercules e il regno perduto - film TV (1994)
- Sospesi nel tempo (1996)
- Il sogno di ogni donna - film TV (1996)
- Xena principessa guerriera - serie TV, 1 episodio (1997)
- The Chosen - film TV (1998)
- Hercules - serie TV, 5 episodi (1995-1999)
- Jack of All Trades - serie TV, 1 episodio (2000)
- Un cavallo un po' matto - film TV (2000)
- Street Legal - serie TV, 1 episodio (2000)
- L'altro lato del paradiso (2001)
- Spin Doctors - serie TV (2001)
- Twister 2 - film TV (2002)
- La ragazza delle balene (2002)
- Murder in Greenwich - film TV (2002)
- You Wish! - film TV (2003)
- Revelations - serie TV, 1 episodio (2003)
- Hijack - Agguato in alto mare - film TV (2004)
- King Kong (2005)
- Perfect Creature (2006)
- The Jaquie Brown Diaries - serie TV, 1 episodio (2008)
- District 9 (2009)
- Power Rangers R.P.M. - serie TV, 3 episodi (2009)